# Palystes ellioti
Palystes ellioti là một loài nhện trong họ Sparassidae.
Loài này thuộc chi Palystes. Palystes ellioti được Mary Agard Pocock miêu tả năm 1896.